# Associazione nazionale insegnanti e formatori
L'ANIEF - Associazione Nazionale Insegnanti e Formatori, è un'associazione sindacale italiana fondata a Palermo. L'Anief è una ONLUS ossia un'organizzazione con scopo non lucrativo.
La sede centrale del sindacato è situata nel capoluogo siciliano. Il sindacato è federato con Cisal.

## Storia
Essa è stata fondata per tutelare docenti (di scuole di ogni ordine e grado nonché professori universitari) e ricercatori in formazione, precari, personale di ruolo e aspiranti insegnanti.
L'ANIEF promuove ricorsi giudiziali per il riconoscimento dei diritti di tali categorie di professionisti.
Alle elezioni del mese di maggio 2015 per le elezioni Rsu per la scuola è l'associazione che registra il maggior aumento di deleghe e diventa la sesta sigla sindacale, dopo aver superato i Cobas; diventando così il primo sindacato tra i non rappresentativi.
Dal 2015 il sindacato ha aperto le proprie adesioni anche al personale scolastico ATA, al personale amministrativo nonché a tutto il personale scolastico (ivi compresi i dirigenti).
Nel dicembre 2016 si è tenuto il secondo Congresso nazionale del sindacato ed è stato confermato presidente dell'associazione, all'unanimità, Marcello Pacifico.
Lo staff legale nazionale del sindacato è composto dagli avvocati: Fabio Ganci, Walter Miceli, Sergio Galleano e Vincenzo De Michele. Ad essi di affiancano altri avvocati nelle varie città.
Nell’aprile 2018, a seguito dell’elezioni RSU (dove ha raddoppiato i voti rispetto alla tornata precedente), diventa sindacato rappresentativo.
L’ANIEF fa parte della CESI (Confederazione europea dei sindacati indipendenti).
Tra i sindacalisti che hanno fatto parte di Anief si annovera l’ex deputata, nonché ex sottosegretaria ed ex Ministra dell'Istruzione del governo Conte II Lucia Azzolina.
Il 3 dicembre 2020, al III Congresso nazionale, svoltosi online, viene riconfermato Presidente del sindacato Marcello Pacifico.
Il 21 luglio 2024, al IV Congresso nazionale, svoltosi a Terrasini (PA), viene riconfermato Presidente del sindacato Marcello Pacifico.
Alle elezioni RSU, tenutesi nell’aprile 2022, viene confermato sindacato rappresentativo.

## I principali obiettivi
Lo statuto dell’associazione prevede tra i principali obiettivi:
- Rappresentare e tutelare sul piano professionale, sindacale e culturale i docenti della scuola italiana di ogni ordine e grado e dell’università, delle accademie e dei conservatori, al fine di migliorarne le condizioni professionali, giuridiche ed economiche e il prestigio sociale
- Valorizzare la formazione universitaria dei docenti della scuola in tutti i livelli, dalla selezione iniziale all'abilitazione, dal reclutamento a tempo determinato o indeterminato alla progressione di carriera, e promuovere uno stato giuridico dei docenti che valorizzi anche il ruolo dei formatori
- Difendere la libertà dell’insegnamento e la professione docente, promuovendo il confronto dei diversi orientamenti politici e culturali. Essa si porrà come interlocutrice su ogni iniziativa legata agli interessi diretti e indiretti del mondo dell’istruzione, della ricerca e della conoscenza ai fini di una migliore funzionalità del servizio offerto, della tutela e della promozione dell'autonomia professionale
- Contribuire ad affermare la dimensione europea dell’istruzione, anche attraverso la partecipazione ad altre similari realtà associative internazionali, favorendo lo scambio di idee ed esperienze e il confronto tra i diversi modelli organizzativi
- Promuovere l’organizzazione di iniziative volte ad estendere le conoscenze professionali dei docenti e a favorirne il perfezionamento professionale e culturale
- Tutelare gli interessi etico-morali, professionali, giuridico-normativi ed economici, singoli e collettivi degli associati, attraverso l’organizzazione di iniziative anche sindacali e culturali

## Organizzazione
Gli organi/cariche nazionali del sindacato sono:
- Congresso
- Consiglio Nazionale
- Direzione Nazionale
- Presidente
- Vicepresidente
- Tesoriere
- Collegio dei Probiviri

Gli organi/cariche locali invece sono:
- Presidenti regionali
- Presidenti provinciali

## Congressi nazionali
- I Congresso nazionale - Cefalù, 8 dicembre 2012
- II Congresso nazionale - Roma, 17-18 dicembre 2016
- III Congresso nazionale - Teleconferenza, 3 dicembre 2020
- IV Congresso nazionale - Terrasini, 20-21 luglio 2024

## Consistenza e iscritti
Nel 2015 il numero degli iscritti aumenta in modo esponenziale su tutto il territorio nazionale.
Essa è presente, con le proprie sedi, in tutte le province d'Italia.

## Presidenti
- Marcello Pacifico (2009 - in carica)

### Centro Studi ANIEF
Il Centro Studi ANIEF ha come obiettivo quello di approfondire i problemi di politica sindacale con la produzione di relazioni, nonché sviluppare attività di ricerca, studio e documentazione.